# Pacorus I
Pacorus I (? - 38 v.Chr.) was een de zoon van de Parthische koning Orodes II en diens beoogd opvolger. Mogelijk was hij mede-regent van Parthië naast zijn vader. Pacorus was de zwager van Artavasdes II van Armenië.
Na de Slag bij Carrhae, waar de Parthen de Romeinen een verpletterende nederlaag toebrachten (53 v.Chr.), trok Pacorus op aandringen van Orodes Syria binnen met het doel het Parthische rijk uit te breiden ten koste van de Romeinen (51 v.Chr.). Al snel verdreef Cassius Longinus hem echter met zijn troepen uit Syria. Het jaar daarop ondernam Pacorus een nieuwe veldtocht naar Syria, deze keer vergezeld door de Parthische generaal Osaces, maar hoewel zij nu meer succes hadden, wist Cassius tegen hen stand te houden en hen opnieuw uit Syria te verdrijven nadat Osaces in de strijd gesneuveld was.
In 40 v.Chr. stak Pacorus opnieuw de Eufraat over. Deze keer werd hij vergezeld van Quintus Labienus, een Romein die aan de zijde van de Parthen vocht. Pacorus en Labienus veroverden Fenicië en trokken op naar Apamea. Volgens Cassius Dio gaven veel Romeinse soldaten zich zonder gevecht over aan de Parthen vanwege Labienus. In ieder geval moest Lucius Decidius Saxa, de legatus van Marcus Antonius in Syria, zich met het overblijfsel van zijn troepen in allerijl terugtrekken in de Syrische hoofdstad Antiochië. Toen Saxa later Antiochië echter verliet en vluchtte naar Cilicia, kregen Pacorus en Labienus hem alsnog te pakken en doodden zij hem.
Labienus veroverde vervolgens Cilicia en grote delen van Klein-Azië voor de Parthen. Pacorus veroverde delen van Syria. In Judea nam Pacorus met een list Hyrkanus II, de vazalkoning van de Romeinen, en Phasaël, de gouverneur van Jeruzalem, gevangen en benoemde hij de Hasmoneeër Antigonus als koning.
Eind 40 v.Chr. zond Marcus Antonius Publius Ventidius Bassus naar het oosten om de Parthische opmars te stuiten. In 39 heroverde hij na een reeks overwinningen Klein-Azië. Daarbij vond Labienus de dood. Vervolgens heroverde Bassus Cilicia en de andere gebieden in Klein-Azië die Labienus voor de Parthen had ingenomen. Pacorus bevond zich nog steeds in Syria, maar verloor daar ook terrein. In Judea verdreef Herodes I met hulp van Marcus Antonius de Parthische vazal Antigonus. Pacorus sneuvelde uiteindelijk tijdens de Slag bij de Gindarusberg (38 v.Chr.).
Orodes was zeer aangeslagen door de dood van Pacorus. Uiteindelijk benoemde hij zijn oudste nog levende zoon Phraates IV als de nieuwe troonopvolger. Kort daarna doodde Phraates Orodes en zijn andere broers en besteeg hij de Parthische troon.

## Antieke bronnen
- Cassius Dio, 40, 28-29; 48, 24-41
- Flavius Josephus, Ant. 14, 330-369
- Cicero, ad Att. 5,18-21
- Marcus Junianus Justinus, Epitome XLII, 4 (gebaseerd op de Historiae van Pompeius Trogus).